# 第134戦闘航空団
第134戦闘航空団ホルスト・ヴェッセル(ドイツ語: Jagdgeschwader 134 "Horst Wessel")は、ドイツ空軍の戦闘航空団。

## 概要
第134戦闘航空団(JG134)は1936年1月4日にダルゴウ＝デーベリッツで第III飛行隊が設立されたことを受け組織された。3月15日にはヴェルルで第II飛行隊も設立された。3月24日にはホルスト・ヴェッセルの名を冠することが認められ、以降JG134ホルスト・ヴェッセルとして知られるようになる。4月1日には第I飛行隊及び航空団本部飛行隊も組織された。
1938年、第26駆逐航空団に組み込まれる形で消滅。

## 歴代の指揮官

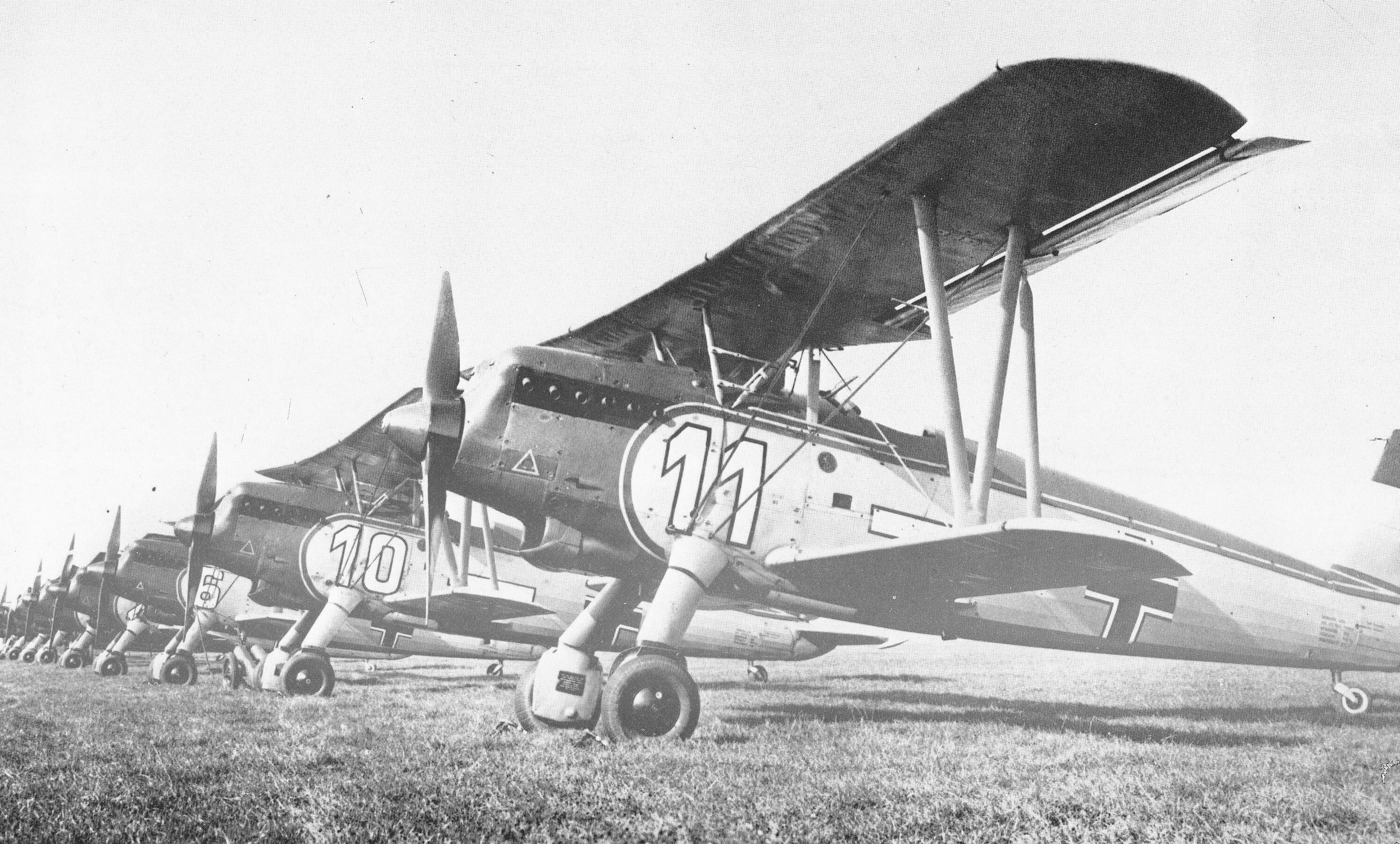
JG134所属のAr 68 F

### 航空団司令
- クルト＝ベルトラム・フォン・ドーリング（英語版）中佐 (1936年4月1日 - 1938年11月1日)

### 飛行隊長

#### 第I飛行隊
- ヨーゼフ・カムフーバー少佐 (1936年4月1日 - 1937年3月)
- ヴァルター・グラープマン（英語版）少佐 (1937年3月 - 1938年9月)
- ヘルマン・フロムヘルツ（英語版）中佐 (1938年9月 - 1938年11月1日)
- ヴィルフリート・フォン・ミュラー＝リーンツブルク大尉 (1938年11月1日 - 1939年5月1日)

#### 第II飛行隊
- テオドール・オステルカンプ少佐 (1936年3月15日 - 1937年11月)
- フリードリヒ・フォルブラハト少佐 (1937年11月 - 1938年11月1日)

#### 第III飛行隊
- オスカー・ディノルト（英語版）大尉 (1936年1月4日 - 1937年4月1日)

#### 第IV飛行隊
- ヨハン・シャルク大尉 (1938年7月1日 - 1938年11月1日)